# Hagen Poetsch
Hagen Poetsch (* 27. August 1991 in Berlin) ist ein deutscher Schachspieler und Weltmeister im Tetris in der DAS-Variante. 

## Erfolge

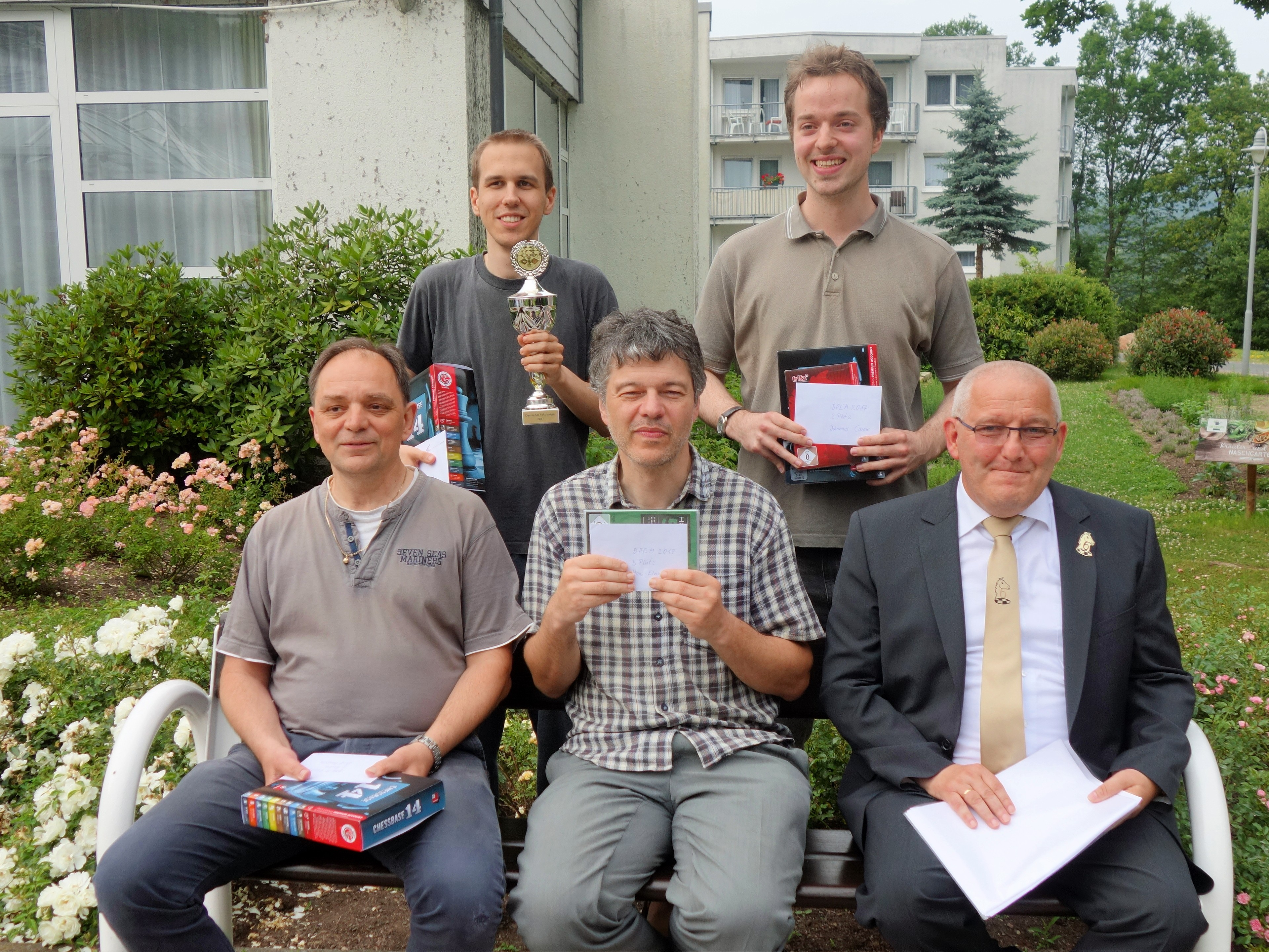
Dähnepokal 2017, links hinten Poetsch

In seiner schachlichen Laufbahn war er zunächst als Jugendlicher nur auf Landesebene erfolgreich; bei den hessischen Jugendmeisterschaften belegte er fast durchgängig den ersten oder zweiten Platz. Bei den Deutschen Jugendmeisterschaften, an denen er zwischen 2001 und 2009 sieben Mal teilnahm, erreichte er 2007 in Willingen (Upland) den 3. Platz. 2009 wurde er am gleichen Ort Deutscher Jugendmeister.
Zu seinen weiteren Turniererfolgen zählen der Sieg beim MVS-Open in Großauheim 2010, beim First Saturday GM-Turnier in Budapest im September 2010 und der Gewinn der Deutschen Jugendländermeisterschaft mit der hessischen Mannschaft in Stuttgart im selben Jahr. Den hessischen Einzelpokal „Goldener Springer“ gewann er zweimal, in den Jahren 2010 und 2011. Im Jahr 2011 erzielte er mehrere Erfolge: In Gladenbach wurde er hessischer Vizemeister, war anschließend Pokalfinalist beim Dähne-Pokal in Magdeburg, wo er im Finale Jens Kotainy unterlag. Im August gewann er das Schlosspark-Open in Wiesbaden. Im November wurde er in Forchheim Deutscher Meister im Schnellschach und belegte den dritten Platz bei der Deutschen Blitzschachmeisterschaft in Calbe (Saale). Poetsch gewann 2013 in Kassel den Dähne-Pokal durch Finalsieg gegen Sven Telljohann. Im Jahre 2017 gewann er in Niedernhausen erneut den Dähne-Pokal und wurde in Magdeburg zum zweiten Mal Deutscher Schnellschachmeister. Im Juni 2018 gewann Poetsch in Leipzig zum dritten Mal den Dähne-Pokal. Im Jahr 2023 wurde er erneut Pokalsieger. Im folgenden Jahr erreichte er seinen fünften Pokalsieg und gewann außerdem das Kandidatenturnier der Deutschen Meisterschaft 2024.
Seit 2011 trägt er den Titel Internationaler Meister. Die Normen hierfür erzielte er beim First Saturday GM-Turnier in Budapest im September 2010, in der B-Gruppe des Aeroflot Opens in Moskau im Februar 2011 und bei der Einzel-Europameisterschaft in Aix-les-Bains im März/April 2011. Im Juli 2018 wurde ihm der Großmeistertitel verliehen.
Bis 2010 spielte Poetsch für die VSG 1880 Offenbach, in der Saison 2010/11 und von der Saison 2013/14 bis zur Saison 2016/17 für die Schachfreunde Schöneck, mit denen er hessischer Blitzmannschaftsmeister wurde. Von 2011 bis 2013 spielte er für den Wiesbadener SV 1885, mit dem er in der Saison 2012/13 in der deutschen Schachbundesliga vertreten war. In der Saison 2017/18 ist Poetsch für den SC Heusenstamm gemeldet. Seit der Saison 2011/12 spielt er auch in Österreich, zunächst für den ASVÖ VHS Pöchlarn, in den Saisons 2013/14 und 2014/15 für den SK Advisory Invest Baden; in der Saison 2015/16 spielte er für ASVÖ Wulkaprodersdorf, für die er auch in folgenden zwei Saisons gemeldet war, aber ohne Einsatz blieb. In der belgischen Interclubs spielte er in der Saison 2013/14 für die Schachfreunde Wirtzfeld. 
Auf dem schach.de-Server spielt Poetsch unter dem Namen Poet13. Er führt dort die Räuberschach-Bestenliste mit deutlichem Abstand an.
Neben dem Schachsport spielt Poetsch erfolgreich das Computerspiel Tetris. Hier wurde er deutscher Meister 2020 und Vizemeister 2021 sowie Weltmeister in der DAS-Variante 2023.